# Nordfälttåget
Nordfälttåget eller den Norra expeditionen var ett militärt fälttåg som leddes av nationalistpartiet Kuomintang och den Nationella revolutionära armén från 1926 till 1928. Målet var att sprida den kinesiska revolutionen och återförena landet som delats upp mellan olika krigsherrar efter president Yuan Shikais död 1916.
Fälttåget inleddes i juli 1926 och avslutades med att den Nationella revolutionära armén erövrade Peking den 8 juni 1928. Chiang Kai-shek upprättade en ny nationell regering i Nanking senare samma år. Den Norra expeditionen ledde också till en definitiv brytning mellan Guomindang och Kinas kommunistiska parti och markerar inledningen på det första stadiet av det kinesiska inbördeskriget som varade fram till 1936.

## Fälttågets bakgrund och målsättningar

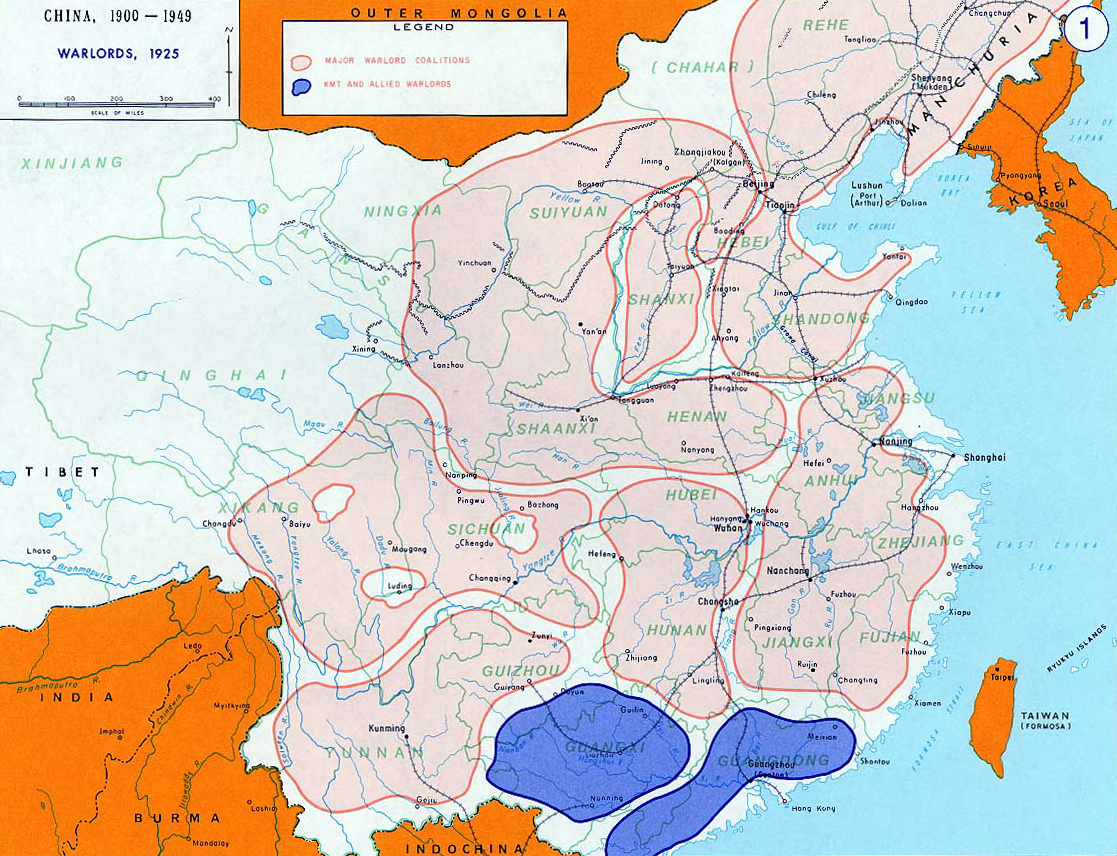
Kina före den Norra expeditionen: Blått markerar det område som kontrollerades direkt av Guomindang, medan rosa betecknar områden som styrdes av halvautonoma krigsherrar.

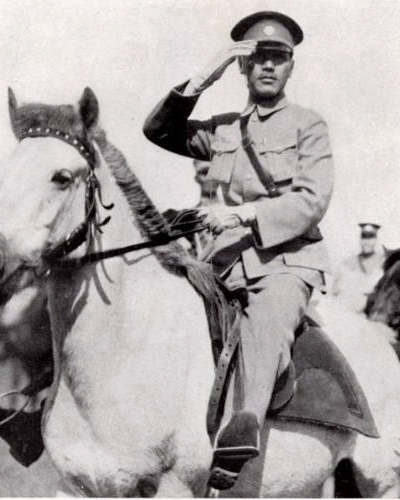
"Generalissimus" Chiang Kai-shek, överbefälhavare över den Nationella revolutionära armén, framträdde efter Norra expeditionen som Kinas ledare.

Nordfälttåget tog sin utgångspunkt från den maktbas för Guomindang (GMD) Sun Yat-sen etablerat i Guangdong med sovjetisk hjälp åren 1923-24 med sikte på att ena hela Kina. Med detta syfte hade Sun bland annat genomfört en genomgripande partireform i leninistisk anda och grundat Militärhögskolan i Whampoa för att utbilda partiets eget armé, den Nationella revolutionära armén.
Sun Yat-sen själv avled dock hastigt i cancer i Peking i mars 1925 i samband med ett misslyckat försök att förhandla fram en enad kinesisk regering med krigsherrarna i Peking, vilket ställde Guomindang-ledningen inför en akut ledarkris samtidigt som en radikal strejkvåg svepte genom landet i protest mot imperialismen och dess allierade bland krigsherrarna. Suns död ledde till en strid mellan höger- och vänsterfalangerna inom partiet som hade olika syn på alliansen mellan Guomindang och Kinas kommunistiska parti. Den sovjetvänlige ledaren Liao Zhongkai mördades i augusti 1925 och hans främste rival Hu Hanmin arresterades för inblandning i mordet, vilket ledde till att Suns sekreterare Wang Jingwei och krigsakademins chef Chiang Kai-shek snabbt framstod som de två ledande rivalerna om ledarskapet för Guomindang. Även om Chiang vid denna tid inte var ledamot i partiets verkställande utskott, så hade han ett övertag mot Wang i kraft av sin ledande roll inom krigsakademin och armén.
Chiang ställde sig tvivlande till alliansen med kommunisterna och Sovjetunionen, men han hade behov av militärt bistånd från Sovjet och kunde inte genomföra en omsvängning på en gång. I mars 1926 arresterade han dock en grupp ledande kommunister i Guangzhou, däribland Zhou Enlai, på grund av ett misstänkt kuppförsök. Chiangs slag mot kommunisterna innebar dock inte ett slut på enhetsfronten mellan de två partierna, men det etablerade Chiang som den verklige ledaren för Guomindang. Från kommunistisk och sovjetisk sida hade man fortfarande ett behov av alliansen med GMD varför alla tre parter inledningsvis försökte skyla över schismen mellan GMD och KKP.
Chiang kunde nu koncentrera sig på det fälttåg som hans företrädare Sun planerat sedan flera år tillbaka. Krigsmålen för operationen var att ena Kina genom att oskadliggöra de tre mäktiga krigsherrar: Zhang Zuolin som härskade  i Manchuriet, Wu Peifu i centrala Kina och Sun Chuanfang vid östkusten. Efter råd från sin sovjetiske militäre rådgivare, general Vasilij Blücher, bestämde sig Chiang för att använda alla sina resurser för att besegra dessa krigsherrar en efter en: först Wu, sedan Sun och till sist Zhang.

## Det första fälttågets förlopp
Chiang inledde fälttåget med ett tal till sina 100.000 soldater den 9 juli 1926. Hans armé leddes av officerare som utbildats vid militärakademin i Whampoa och beväpnats av Sovjetunionen. Dessa styrkor var betydligt bättre organiserade än krigsherrarnas trupper och de hade bättre vapen samt rådgivare och kommissarier från kommunistpartiet som bidrog med råd och propaganda.

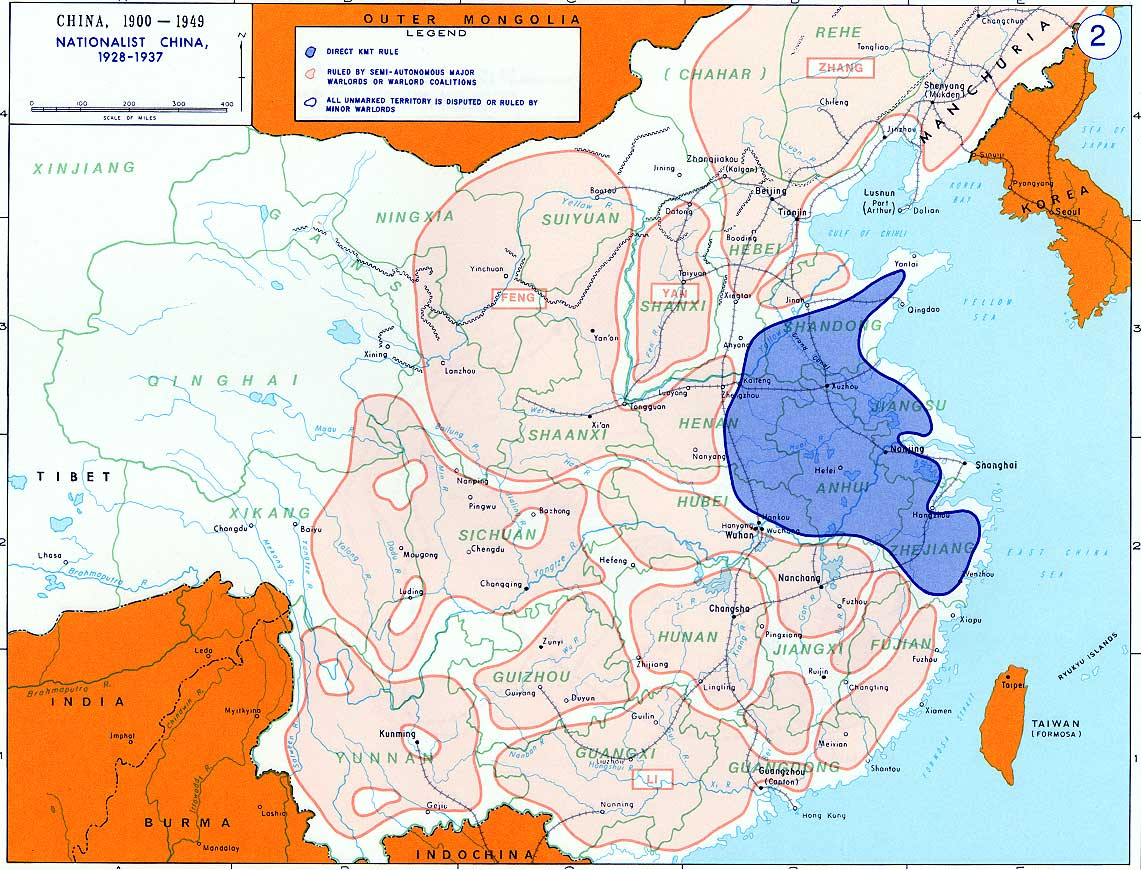
Kina efter den Nordfälttåget: Blått markerar det område som kontrollerades direkt av Guomindang, medan rosa betecknar områden som styrdes av halvautonoma krigsherrar.

Det Nationella revolutionära armén betraktades som en folklig befrielsearmé och togs väl emot av arbetare och bönder i de områden den ryckte in i. I vissa områden organiserade kommunister strejker för att bereda vägen för armén. Det visade sig relativt enkelt att rycka fram från Pärlfloden till Yangtze på ett och ett halvt år och på vägen nedkämpades Wus och Suns huvudstyrkor samtidigt som armén lyckades utöka sina egna truppstyrkor från 100.000 till 250.000 man. 
Sedan Chiang lämnat Guangzhou i augusti 1926 ökade vänsterflygelns makt i Kuomintang och i synnerhet Sun Yat-sens änka Soong Ching-ling fruktade att Chiang skulle använda Norra expeditionen till att bygga en ny diktatur. I november samma röstade Kuomintangs verkställande utskott för att flytta partihögkvarteret och den Nationella regeringens från Guangzhou till Wuhan. Från och med nu var Kuomintang öppet splittrat i en vänster- och högerflygel som hade olika syn på samarbetet med kommunistpartiet och Sovjetunionen samt expeditionens mål. Medan Chiang ville fortsätta fälttåget mot Shanghai och erövra den rika Yangtzedalen, så förordade vänsterregeringen i Wuhan att man inriktade sig på norra Kina och erövra Peking.
Chiang ignorerade det vänsterdominerade partihögkvarterets ståndpunkt och intog Sun Chuanfangs sista fäste Shanghai utan större strid i mars 1927. Det verkställande utskottet i Wuhan svarade på detta med avsätta Chiang från sina poster i partiet och överföra dessa till Chiangs rival Wang Jingwei samt att underställa Chiangs militära högkvarter partiets auktoritet. Som motdrag bestämde sig Chiang för att rensa ut kommunisterna ur partiet och i april månad 1927 inledde Chiang en blodig utrensning på kommunister och arbetaraktivister i Shanghai. Chiang etablerade samtidigt Nanking som huvudstad för den nationella regeringen, vilket förvärrade brytningen med den konkurrerande regeringen vänsterregeringen i Wuhan och med Sovjetunionen. 
Chiangs handling innebar också att hans ende biologiske son Chiang Ching-kuo, som studerade i Sovjetunionen, tog avstånd från sin fader. Utrensningen på kommunister fortsatte och efter en konferens i juli 1927 kom Chiang Kai-shek, den nationalistiske krigsherren Feng Yuxiang och vänsterregeringen överens om att utesluta kommunister från Kuomintang och från den nya nationella regeringen. Chiang Kai-shek misslyckades dock med att ena nationalistpartiet och när han misslyckades med att erövra hela Jiangsu-provinsen från rester av Sun Chianfangs styrkor avgick från sin ställning som ledare för Nordfälttåget den 6 augusti och lät Li Zongren ta över istället.

## Det andra nordfälttåget

Republiken Kinas flagga, 1912-28.

Republiken Kinas flagga efter 1928.

I april 1928 återinsattes Chiang Kai-shek som chef över den Nationella revolutionära armén och i maj månad samma år ryckte hans trupper fram mot Peking, där Kinas officiella regering fortfarande befann sig. Den dominerande krigsherren Zhang Zuolins ställning i Nordkina hotades nu av Chiang Kai-shek och i maj 1928 tvingades Zhangs Fengtian-armé retirera från huvudstaden. Den 3 juni lämnade Zhang Peking med ett tåg, vilket följande dag utsattes för att bombattentat när tåget passerade järnvägsstationen Huanggutun utanför Mukden. Zhang skadades svårt och avled ett par timmar senare. Bakom attentatet stod den japanska Guandong-armén, som genom att röja undan Zhang ville stärka det japanska inflytandet i södra Manchuriet.
Zhang Xueliang tog nu över sin fars ställning och tillkännagav i juli månad att han godtog den nya nationalistregeringen i Nanking som Republiken Kinas enda lagliga regering. Den 29 november beordrade han att den gamla femfärgade flaggan skulle bytas ut mot Nanking-regeringens solflagga, vilket symboliserade att Kina enats nominellt för första gången sedan revolutionen 1911 och strax därefter erkände de viktigaste stormakterna den nya regeringen i Nanking.

## Efterspel
Trots att Chiang Kai-shek framstod som ledare av ett enat Kina vid slutet av 1928, stod bara Jiangsu, Anhui och Zhejiang samt delar av Shandong och Henan under direkt kontroll av hans regim i Nanking. Trots att Feng Yuxiang, Yan Xishan och Zhang Xueliang formellt var allierade med Chiang Kai-shek bibehöll de sina maktpositioner i Nordkina, Shanxi respektive Manchuriet. I Xinjiang härskade fortfarande Sheng Shicai och Sydkina var uppdelat bland en rad olika krigsherrar som endast nominellt lydde under centralregeringen i Nanking, bland dessa framstod Li Zongren och Bai Chongxis "Guangxi-klick" i Guangdong och Guangxi som den mest betydelsefulla. Dessutom hade kommunisterna skapat en maktbas i Jiangxi som var öppet fientlig mot Nanking. På grund av det fragmenterade läget såg sig Chiang Kai-shek tvingad att utkämpa en rad strider för att kuva olika krigsherrar och kommunisternas sovjetrepublik i Jiangxi, en situation som blev ännu mer komplicerad när Japan erövrade Manchuriet 1931 och inledde en öppen expansionspolitik i mitten av 1930-talet.